# Dzseras kormányzóság

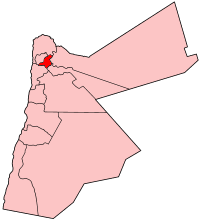
Irbid kormányzóság elhelyezkedése Jordánián belül

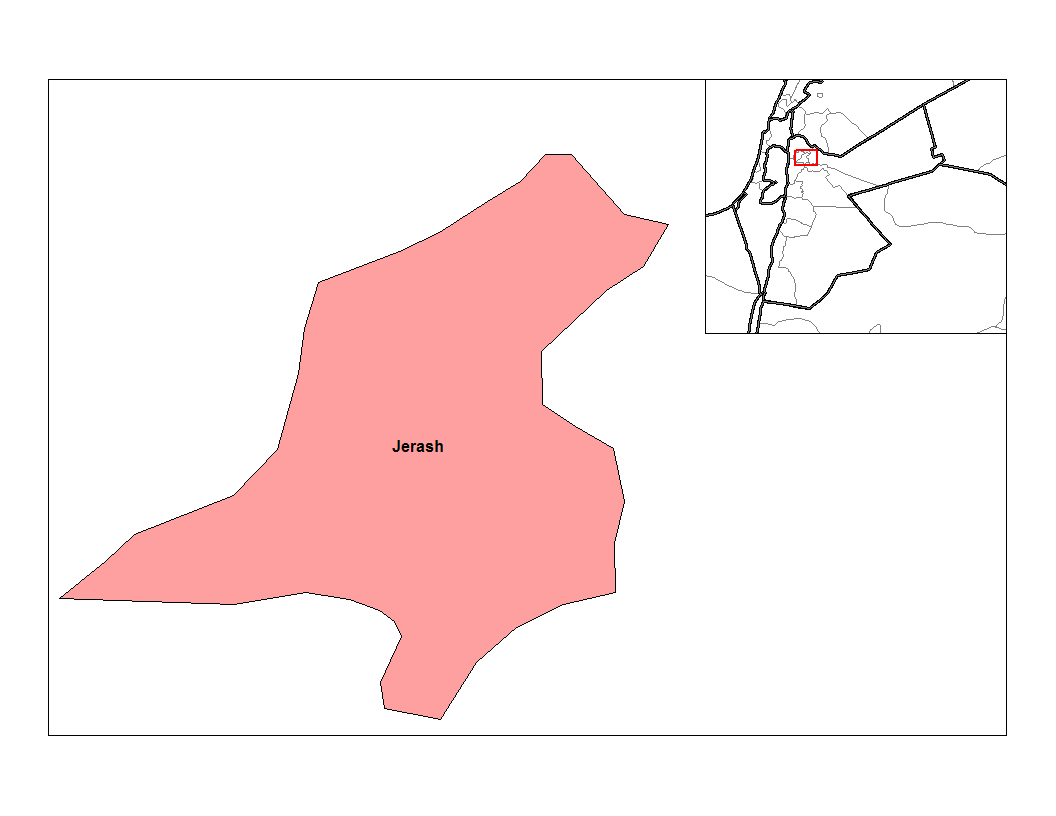
A tartomány egyetlen körzete

Dzseras kormányzóság (arabul محافظة جرش [Muḥāfaẓat Ǧaraš]) Jordánia tizenkét kormányzóságának egyike. Az ország északnyugati részén fekszik. Északon Irbid, keleten el-Mafrak, délkeleten ez-Zarká, délnyugaton el-Balká, nyugaton pedig Adzslún kormányzóság határolja. Székhelye Dzseras városa. Területe 402 km², népessége 156 675 fő. Területén egyetlen körzet (livá) működik, Dzseras központtal.